# Caso gramatical

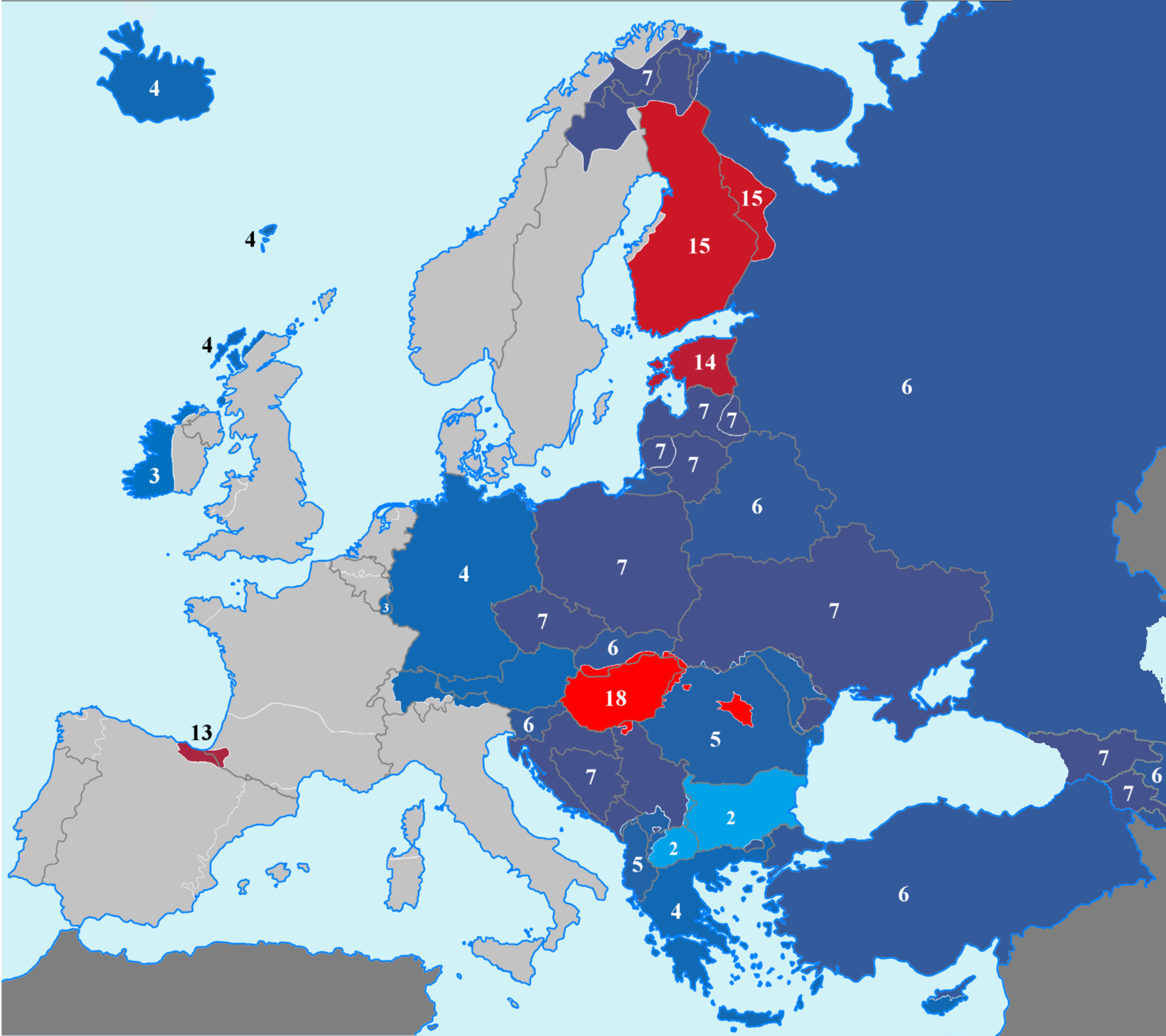
O número de casos gramaticais nas línguas europeias. Áreas cinza-claro indicam línguas em que os substantivos não flexionam em casos gramaticais

Um caso gramatical é uma categoria de nomes e adnomes que corresponde às possíveis funções de um grupo de palavras constituído por um nome e zero ou mais adnomes. Por exemplo, o pronome subjetivo «eu» funciona como Sujeito nas orações «eu o vi.» e «eu fui visto por você.»; o pronome objetivo «me» funciona como Objeto na oração «você me viu.» , o pronome adjuntivo «mim» funciona como Adjunto na oração «você foi visto por mim.» e o pronome possessivo «meu» representa o Possuidor na oração «esse carro é meu.». Aqui "subjetivo", "objetivo", "adjuntivo", "possessivo" são casos gramaticais, ou seja, categorias de pronomes. Em contrapartida, Sujeito, Objeto, Adjunto e Possuidor são as funções que esses pronomes exercem nas orações.
Contudo, um caso pode estar associado a mais de uma função. Por exemplo, o pronome adjuntivo «mim» pode exercer não só a função de Adjunto como também a função de Objeto como na oração «você viu a mim.». Já o Alcance de uma relação espacial pode ser representado tanto pelo pronome adjuntivo «mim» como em «perto de mim» e «atrás de mim» quanto pelos pronomes possessivos «meu» e «minha» como em «do meu lado» e «na minha frente». Isso quer dizer que o caso é a categoria de nomes e adnomes e não as funções que essas palavras exercem.
Grupos nominais possuem marcas gramaticais em todas as línguas. Contudo, são vários os modos como as marcas são realizadas nas mais diversas línguas. Costuma-se dizer que uma língua não possui casos quando os grupos nominais são marcados por palavras adpostas e que ela possui casos quando os grupos nominais se diferem segundo a categoria dos constituintes. Por exemplo, enquanto «se dá algo para alguém» em português e o recebedor do presente é marcado por «para», em latim «dōnātur quid quō» e o recebedor do presente é marcado pela categoria do pronome dativo «quo».
Alguns idiomas como grego antigo, latim, sânscrito, tâmil, polaco, russo, entre outros, têm um extensivo sistema de casos gramaticais através da declinação de substantivos, pronomes e adjetivos para indicar cada caso.

## Formas de marcação
Conforme dito acima, grupos nominais em todo idioma se diferem quanto a marcas gramaticais, sendo que o que varia, na verdade, é a forma como a marcação dos grupos é feita.

### Declinação
No sentido mais estrito, declinação é a flexão de uma palavra, geralmente um nome (substantivo, adjetivo, pronome), que indica o caso em que essa palavra se encontra. O latim, o grego, o sânscrito, o finlandês e o inglês antigo são bons exemplos de línguas que possuem marcação de casos através de modificações no final das palavras.

### Palavras auxiliares
Trata-se de classes gramaticais que agrupam ou reúnem palavras que, por si só, não possuem significado, mas que são importantes para a sintaxe. Encaixam-se nesta categoria as preposições e as posposições (também chamadas partículas), bem como as contrações, combinações e locuções prepositivas. Na maioria das línguas derivadas do latim, como o português, o espanhol, o francês e o italiano, bem como o inglês moderno, utilizam-se extensivamente das preposições.
Por outro lado, idiomas como o japonês e o coreano utilizam posposições para marcar os casos.

#### Exemplos de preposições
- Português: de, a, ao, à, aos, para, a partir de, até, em, etc.
- Inglês: of, of the, to, to the, for, from, until, on, in, at, etc.
- Francês: à, de, pour, en, au, aux, chez, vers, avant, jusqu'à, dès, etc.
- Espanhol: de, a, para, por, pero, adelante, puesto, hasta, con, etc.

#### Exemplos de posposições
- Japonês: が (ga), は (ha, pronunciado "wa"), を (wo, pronunciado "o"), へ (he, pronunciado "e"), まで (made), から (kara), に (ni), で (de), etc.
- Coreano: 가 (ga), 를 (reul), 로 (ro), 에 (e), 에서 (eseo), 의 (ui - pronuncia-se "e"), 한테 (hante), etc.
- Kaingang: ki (em): goj ki (na água); mỹ (para): Maria mỹ (para Maria); krẽm (em baixo de): ĩn krẽm (embaixo da casa)

### Construções frasais
A grande maioria dos idiomas, senão todos, utiliza essa forma, sendo que muitos a utilizam de forma complementar, juntamente com a utilização da marcação das palavras ou dos casos gramaticais que foram contemplados com sistemas de declinação e/ou posposição.